# 東日本大震災に対するアジア諸国の対応
東日本大震災に対するアジア諸国の対応（ひがしにほんだいしんさいにたいするアジアしょこくのたいおう）では、東北地方太平洋沖地震（東日本大震災）に対するアジア諸国の対応について記述する。

## 東アジア

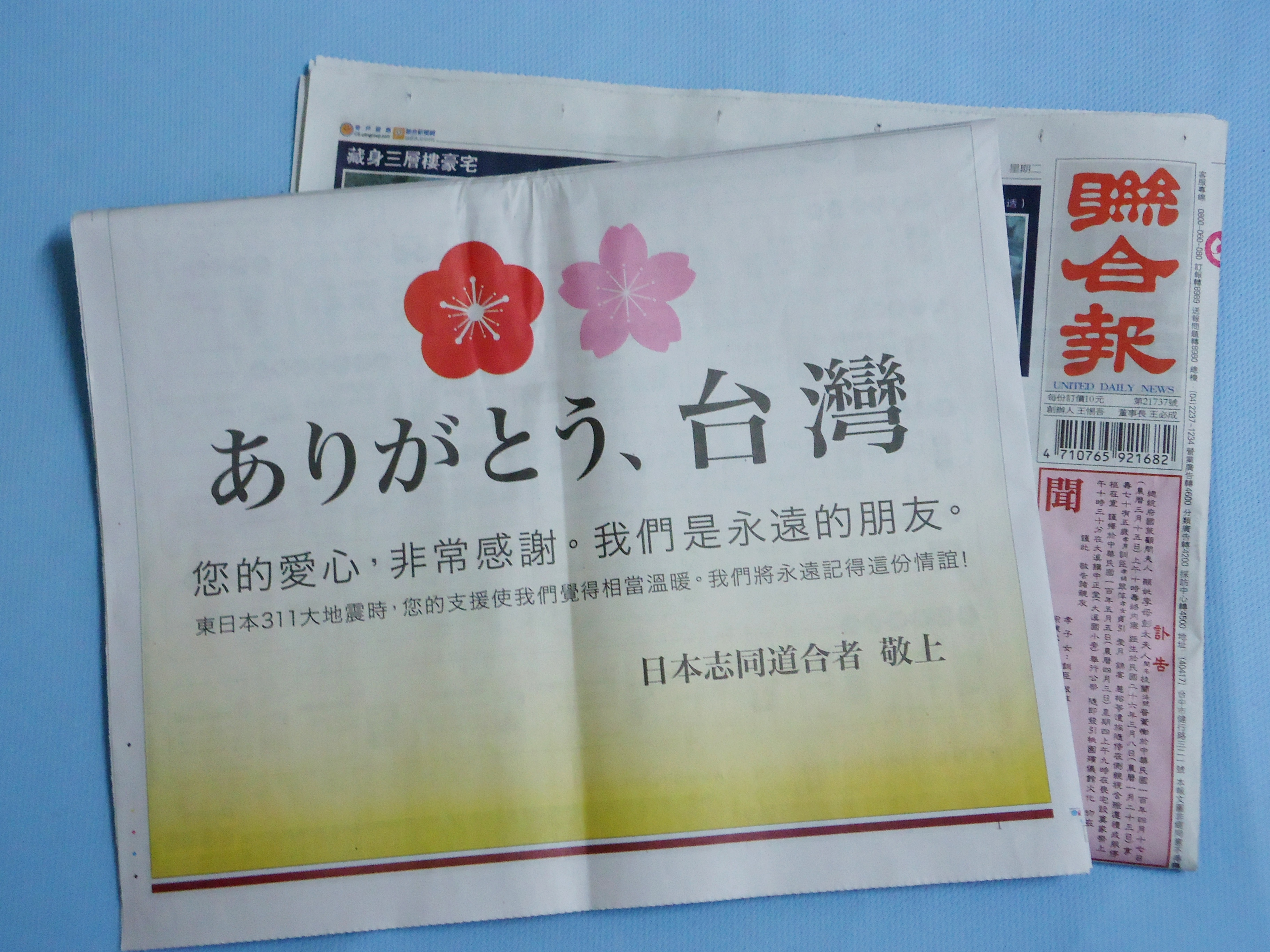
日本民間人有志によって台湾の新聞に掲載された感謝広告

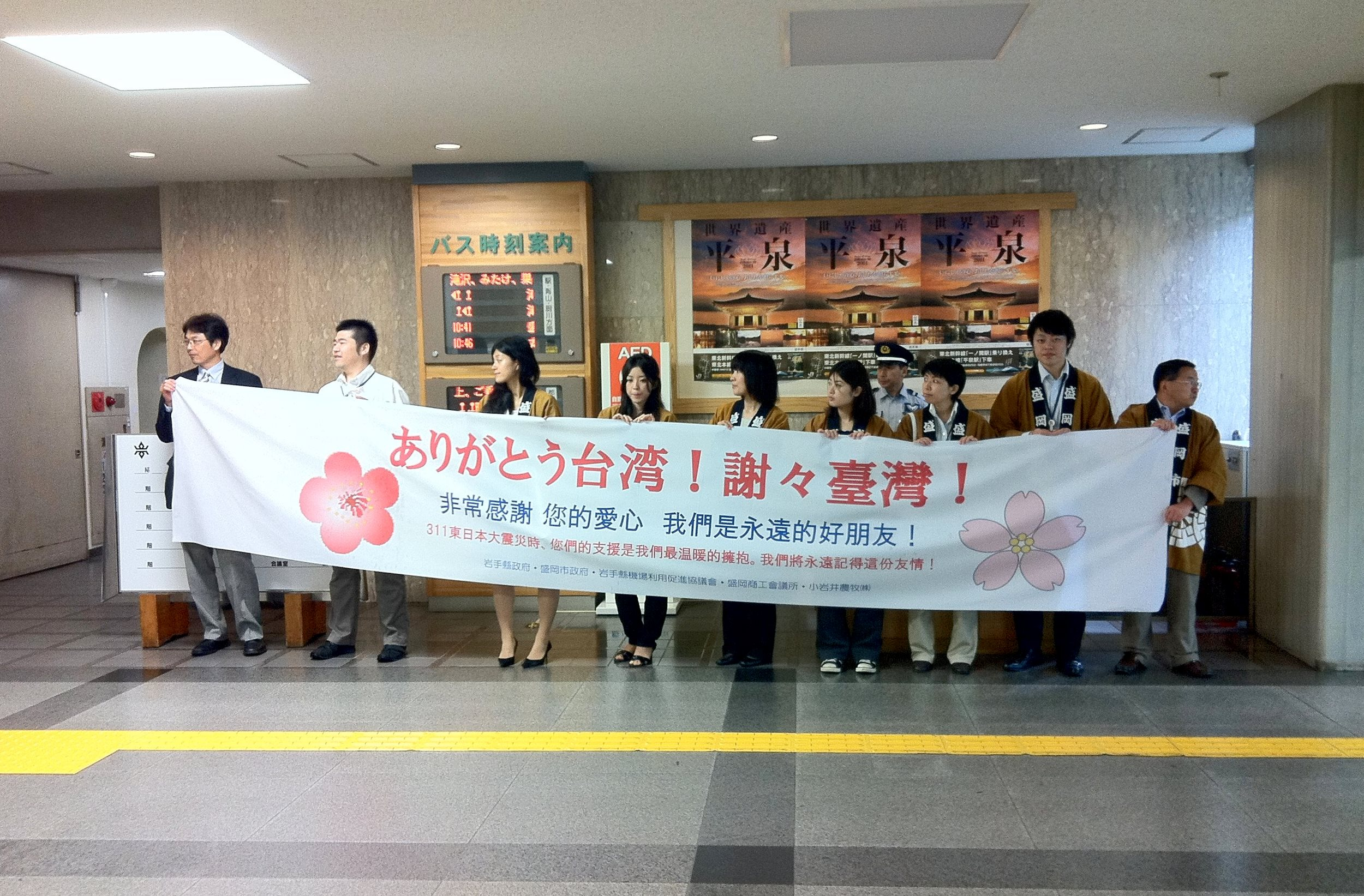
岩手県が台湾に対して感謝を表明

- 台湾：馬英九総統は「日本側の要請を受けたら、すぐに救援隊を出動したい」と語り[1]、要請があればいつでも援助隊を出動可能な状態に待機させた[2]。外交部は11日、大地震に遭った日本政府に30万台湾ドルの義援金を送ることを表明[3]。翌12日には、1億台湾ドル（約2億8000万円）に増額した[4]。13日には被害の拡大により、被災地に援助隊を派遣することを表明。同総統は演説で、日本が1999年9月の台湾中部大地震や2009年8月の南部台風災害で台湾を支援したことに触れ、「我々も同様に積極支援する」と語った[5]。台湾の救助隊28人は3月14日午前に台北市内の松山空港を出発。同救助隊は日本に到着の後、自力で被災地に入り、救助活動に当たる計画を立てた[6]。台湾は11日に派遣の用意を表明していたが、日本側の待機要請により、各国の救助隊が日本入りする中、丸2日間の待機を余儀なくされた。台湾側外交関係者は日本政府の中華人民共和国の立場への配慮を示唆している[7]。
また、親日家として知られる李登輝元総統は3月12日に、日本語で「日本の皆様の不安や焦り、悲しみなどを思い、私は刃物で切り裂かれるような心の痛みを感じている」、「自然の猛威を前に決して運命だとあきらめず、元気と自信、勇気を奮い起こしてほしい」と励ましのメッセージを寄せている[8][9]。
物資支援として、発電機688台、毛布1599箱、寝袋2587箱、スリーピングマット236箱、衣類（防寒着等を含む）4488箱、食品16.5トン及び9444箱、ストーブ900台、マスク404箱、カイロ150箱、飲料870箱、手袋42箱、暖房器具53台、マットレス33箱、粉ミルク895箱、マフラー21箱、ナプキン10箱、枕16箱、キルト408箱、ティッシュ20箱、トイレットペーパー30箱、懐中電灯3箱、タオル48箱、納体袋24箱を宮城県、福島県、岩手県、新潟県、山形県に提供[10]。
3月17日・18日には、チャリティー番組「相信希望 fight&smile」と「送愛到日本311震災募款晩會」（日本の311震災に愛を送る夕べ）が放送され、8億9000万台湾ドル（約24億3000万円）が集まった[11][12]。3月21日時点の義捐金の合計は15億台湾ドル（約41億円）以上に達し[13]、4月1日には100億円を突破した。これは同時期に米赤十字が発表した同国の金額を上回る[14][15]。さらに4月15日には140億円を超え、世界一の額となった[16][17]。その後、200億円以上となり[18][19][20][17]、最終的に台湾外交部が発表した東日本大震災に関する義援金などの資料によると、2014年12月31日までに総額253億円にまで達した[21]。
4月11日、日本政府は台湾への特別メッセージを込めた菅直人首相名義の感謝状を、実質的な在台湾の日本大使館として機能している日本台湾交流協会を通じて馬英九総統、呉敦義行政院長、楊進添・外交部長に送った[22][23]。4月29日、日本政府は東日本大震災の義捐金活動などで貢献した台湾人4名（エバーグリーン・グループ総裁・張栄発氏ら）に対して叙勲を行った。また政府が米国や中国などのメディアに感謝広告を寄稿した一方で台湾の新聞には実施しなかったことについて日本人デザイナーが広告掲載を呼びかけ[24]、5月3日に台湾主要新聞2紙に掲載された[25]。
海外要人（大臣級以上および王族）の被災地訪問では、要人ほか数名で被災地1 - 2ヶ所を1日で視察する例がほとんどの中、台湾は、王金平立法院長を団長とする与野党超党派の立法委員、慈善団体代表、旅行関係者等29人の大視察団を結成し、2012年7月1日から4日までの4日間をかけて、宮城県気仙沼市・南三陸町・松島町・仙台市、福島県福島市・相馬市の6都市を訪問した[26][27][28]。
- また、自転車メーカー「ジャイアント・マニュファクチャリング」が震災復旧特別仕様車としてマウンテンバイクを1000台無償提供した。

- 中華人民共和国：温家宝首相は「中国政府を代表して日本政府と日本国民に対しお見舞いを申し上げる」という電報を菅直人総理に送るとともに、必要な援助を提供する意思があることを表明[29]。また、胡錦濤国家主席は「犠牲者の方々に深い哀悼の意を表し、一日も早い復興をお祈り致します」との電報を明仁天皇に宛てた[30]。中国地震局は3月12日夜、日本の被災者に、人道援助を提供するため国際救援隊15人を同月13日朝に派遣すると発表、中国の救援隊は国際救援隊の中で最も早く日本に到着した。さらに中国は日本に計3000万元の緊急無償人道支援を行った。国営新華社通信は「四川大地震で日本から支援を受けた恩に報いたい」という論評記事を配信[31]。中国赤十字会は同日、日本赤十字社に100万元（約1220万円）を緊急援助し、必要に応じた人道援助をすることを決定した[32]。一般市民の間でも支援の声は高まり、北京の大学生や会社員ら、有志の若者が仲間に義援金を呼び掛けた。[32]同日午後、中国国際援助隊は生存者の捜索に必要な設備や救急医療物資など4トンの物資を携行し[33]、羽田空港に到着[34]。中国政府商務部は14日、毛布2000枚、テント900張、手提げ式応急灯200個などといった援助物資追加支援を決定[35]、初回分は14日に上海から空輸され、宮城県登米市に提供された[36][37][35]。第二陣は28日にミネラルウォーター6万本やゴム手袋325万組がそれぞれ茨城県、日本赤十字社に提供され[38][35]、第三陣は31日にはゴム手袋1万組、仮設トイレ60個、スニーカー2万5000足も提供された[39]。さらに3月16日、中国政府は日本政府の要請に応じてガソリンと軽油各1万トンを日本政府に対して提供することを決定、それぞれ4月2日、3日に日本に到着、被災地に送られた[40][41]。また華声在線は「過去の遺恨による民族主義は天災や人道とは関係ない」とし、四川大地震の際に日本が援助したことを受け「民族の感情を超越した人道主義」と評し「必要なのは学ぶことと助け合うこと」と伝えた。また、地方政府や民間機関からの援助もあり、例えば浙江省は友好県の静岡県に直接100万元（約1220万円）を、中国赤十字は日本赤十字に2600万元（約3億2000万円）を寄付した[42]。3月19日、東京電力は中国外務省を通じて中国の三一重工業集団有限公司（三一重工（中国語版））に高さ62メートルから放水できるポンプ車の購入を打診、三一重工が無償での提供を申し出た。三一重工は100万ドルのポンプ車を提供し、技師3人を現場に派遣して技術指導も行った[43]。ポンプ車の運搬費用を含めた約1億円を同社が提供、24日に日本到着後、陸路で福島に向かい、31日より福島第一原子力発電所の原子炉冷却作業を開始した[44][45][46]。4月1日、中国政府はガソリン1万トン及びディーゼル油1万トンを緊急支援物資として被災地に提供した[47]。

- モンゴル：モンゴルも支援を申し入れ、15日の午後には成田空港に救援隊12人が到着した[48]。震災当日の3月11日にツァヒアギーン・エルベグドルジ大統領・スフバータル・バトボルド首相のお見舞いの書簡を受領し、モンゴル国政府が緊急援助隊を派遣する用意がある旨表明したことを発表している。これに基づき、モンゴル非常事態庁の長官を隊長とするレスキュー隊員12名で構成された緊急援助隊が3月15日に成田空港に到着し、翌日の16日から宮城県入りした。隊は宮城県の岩沼市・名取市・仙台空港などで3日間捜索活動を行った。モンゴル国にとって今回の緊急援助隊派遣は初めての国外における活動であり、モンゴル非常事態庁のTs.アマガランバヤル長官は、「日本はモンゴル国を社会主義体制から民主主義・市場経済体制へ移行する厳しい時期に最も大きな支援をしてくださった国であり、今日、両国は政治・経済・文化・人的交流など全ての分野において非常に良好な関係を築いています。また、昨年より両国は戦略的パートナーシップ構築に向けて取り組んでおり、今回の災害を受けて、モンゴル国としてはできる限りの事はすべてやらせていただきたい」と語った。また、モンゴル国政府からの援助物資と一緒に、モンゴル国市民からの毛布・セーター・マフラー・帽子・手袋など防寒用衣類合わせて11トントラック1台分の支援物資が、16日の深夜、宮城県登米市の災害対策本部に届き、石巻市・南三陸町・気仙沼市の被災者へ配布されている。日本国政府が、支援物資の被災地への発送などで諸外国からの支援物資の対応に手に負えない状態の中、モンゴル国政府は自ら宮城県災害対策本部と連絡を取り、支援物資の受け入れ先を特定し、自費で発送の手配などを行った。これ以外にも、モンゴル国内において、多くの企業・団体・個人が募金活動を行っているほか、日本に住むモンゴルの留学生、また日本留学経験を持つ者たちから被災地へのボランティア活動に参加することの希望が寄せられている。モンゴル国内で市民からに義援金として、18億トゥグルグ（1億2500万円相当）が集まっている[49]。モンゴルは国家公務員全員が給与1日分を寄付することを決めた[50]。在モンゴル日本国大使館には、孤児院から義援金が寄せられ、8歳~18歳の孤児約40人が政府支給の生活保護金1カ月分（約1250円）を寄付した。大使は固辞したが、校長は「生徒たちの強い希望だから、ぜひ受け取ってほしい」と再度申し出た[51]。
- 北朝鮮：朝鮮赤十字会は14日、日本赤十字社の近衞忠煇社長に「貴国の東北部地方で発生した前例のない地震と津波により、多くの人命被害と物質的損失があったという不幸な便りに接し、朝鮮民主主義人民共和国赤十字会の名であなたと被害者、その家族に深い同情と慰問を伝える」とお見舞いの電文を送った。北朝鮮が東日本大震災について公式にコメントしたのはこれが初めて。また同日に朝鮮中央通信は、震災についてNHKの報道を引用する形で詳細に報道しており、今まで報じなかった福島第一原子力発電所事故についても報道している[52]。なお朝鮮中央通信が初めて震災について報じた12日には、特に論評は無かったという[53]。13日には朝鮮労働党の機関誌「労働新聞」が、12日に朝鮮中央通信が初めて報じた内容を国際面に掲載した。

なお、地震や津波の被害は報道しているが、この時点では福島の原発事故には触れていない。また同日に朝鮮中央テレビは津波が町を襲う映像を短く伝えた。先述の労働新聞の記事と朝鮮中央テレビの映像が北朝鮮国内で東日本大震災の被害状況を伝える初の公式報道となり、特にテレビ報道を見た平壌市民の間で衝撃が広がったと報じられた。25日には朝鮮総連の許宗萬責任副議長が日本赤十字社を訪れ、北朝鮮から送られた義援金10万ドルを近衞忠煇社長に手渡した。朝鮮中央通信は、北朝鮮が今回の震災の支援として金正日総書記名義で日本赤十字社に10万ドルを、在日同胞（在日朝鮮人）には50万ドルの義捐金を送ると報じている。また、朝鮮総連は、被災した在日朝鮮人のために「総連中央緊急対策委員会」を設置、安否情報の収集や支援に乗り出している。
- 韓国：李明博大統領は、地震の犠牲者に哀悼の意を示すとともに、「日本政府と国民が一体となって一日も早く被害が復旧することを祈る」とし[29]、要請があれば救助団を緊急派遣する予定があり、40人の救助隊や医療隊など約120人が[59] 日本派遣に向けて控えているとされた[60]。日本政府の要請を受け、外交通商部緊急対応隊6人[61]、救助隊員5人と救助犬2匹が3月12日午後、成田空港に到着し[62]、仙台へと向かった[2]。第一野党民主党の孫鶴圭代表は在韓日本大使館を訪問し哀悼の意を伝え、「日本大地震対策班」を稼動したほか、所属議員の歳費から10万ウォン（約7300円）ずつ集金し、援助金に充てることを決定した[63]。与党ハンナラ党も3月14日「日本地震対策委員会」を設置し、日本への支援に向けた募金運動や協議をしていくことを発表[63]。韓国社会福祉法人の社会福祉共同募金会は、第一支援として50万ドル（約4000万円）を支援すると明らかにした[64]。同日、中央119救助団[61]、救助隊員102人を増派派遣することを決定[65]。韓国空軍は、いつでも3時間以内に緊急救助隊が出動できるよう、C-130輸送機3機を非常待機させた[61]。17日午後に金滉植（キム・ファンシク）国務総理は3月末に予定されている日本の教科書検定に今回の支援を考慮するよう求めた[66]。また民団は、在日韓国人と韓国系日本人被災者を対象に「東日本大震災被災者支援・民団中央対策本部」を設置し、安否確認と支援にあたった[67]。韓国政府は3月中に支援物資としてレトルト焼飯3万食、チョコバー14万4000個、羊羹11万2000個、チョコパイ12万袋、ラーメン12万9024袋、スープ4万8600袋、乾パン3600袋、レトルト御飯約10万食、韓国のり225キロ、飲料水580トン、ペットボトルお茶1万4000本、移動式発電機4台、長靴4000足、ゴム手袋1万2000個、毛布6000枚を提供した。4月5日、マスク2万個、石けん2万個、作業用手袋3500セット、レトルト炊き込み御飯2800食、計約2400万円相当を岩手県に輸送した[68]。4月12日、韓国原子力専門家との意見交換会合が行われた[69]。日本政府は福島第一原子力発電所事故に対する政府の取り組みや調査方法、結果や評価を韓国側に報告した。韓国側は情報提供および意見交換に対する謝意を示し、政府および国民の理解を促進する上で、有意義であったとの評価を表明した[70]。4月18日までに韓国国内での集金は43億円となったと韓国で発表された[71]。韓国からは大韓赤十字社を通じて、日本赤十字社に義援金2億1千557万9474円[72]と海外救援金29億7千7百10万1031円[73]の約32億円が届けられている。

## 東南アジア
- 東南アジア諸国連合 (ASEAN) ：支援を表明している[74]。スリン・ピッスワン（英語版）事務局長は「日本が立ち直るため、進んで支援したい」と表明[75]。全てのASEAN加入国が支援を表明しており、「心から哀悼と深いお悔やみを伝え、迅速にあらゆる可能な復興のための支援を行う用意がある」との議長声明を発表した[76]。
  -  タイ：援助を表明[77]。同国外務省は在日タイ人の安否確認などを行う対策本部を設置[78]。プミポン国王夫妻は3月12日に、「地震と津波で甚大な被害が出たことを深く悲しんでいる。両陛下と全ての日本国民に心からの弔意を表す」と弔意を表する書簡を送った[79]。アピシット・ウェーチャチーワ首相は、国民向けテレビ番組で「日本は長年にわたる開発のパートナーであり、重要な友好国」と述べ、支援する姿勢を明確にした[80]。また、毛布や食料など救援物資のために2億バーツ相当の予算を組む予定だと明かした[80]。同月13日にはレスキュー隊員と捜索救助犬の派遣を決め[2]、日本の大学を卒業した医師35人の派遣も検討している[61]。タイ政府は義援金の送付をすでに決めていたが、国民からの援助物資の受付や義捐金を受け付ける銀行口座を設置[81]、3月25日までに政府より500万バーツ、国王夫妻より500万バーツが日本赤十字社に寄付された他、支援物資としてワチラーロンコーン皇太子（当時）より毛布2万枚[82]、パチャラキティヤパー王女より救助袋15,550セット、寝袋1000式、缶詰9000缶、タイ政府・国民から即席麺2万4000個、缶詰1万9200個、飲料水1万5000本、懐中電灯400個を贈っている[83]。タイ政府は29日、福島第一原子力発電所事故により東北電力・東京電力管内の供給能力が急減していることから、ガスタービン発電機2基を付属設備を含めて丸ごと無料で貸し出すと発表、輸送を担当する三菱重工業によると、これだけの規模の海外移送は「世界的にも聞いたことがない」という。ワナラット・チャーンヌクン（英語版）エネルギー大臣は「日本とタイは120年に及ぶ協力関係にあり、電力についても40年間にわたり提携してきた」と述べた[84]。タイ政府は5月9日にも日本語が話せる医療支援チームの派遣を予定しており、被災者、特に小児に対する感染症防御のための支援活動を予定している[85]。
  -  フィリピン：支援を表明し[86]、緊急連絡先を設け、情報収集にあたった[78]。ベニグノ・アキノ大統領は「今回の震災に対し、最大限の支援の用意がある」と表明[87]。同国政府はフィリピン赤十字社と連携し、97人からなる援助隊を派遣。また同日、救援隊員3人、補給業務要員1人、救助犬2頭を追加派遣した[87]。フィリピン医療協会は、外科医、救急医療、麻酔医、小児科医などからなる医療隊を編成し、派遣に向けて日本医師会との間で調整を進める[87]。フィリピン沿岸警備隊は、日本の海上保安庁との密接な関係を強調し、医療担当者やダイバーを現地に派遣する用意があるとした[87]。
  -  インドネシア：マルティ外相はスシロ・バンバン・ユドヨノ大統領から、日本は友人であり、政府に災害に対する援助を申し入れるようにとの指示を受けたと明かした[88]。2004年のスマトラ沖地震で大きな被害を受けたインドネシアでは、赤十字社が救助隊員5人と医師2人の救助チームを先発隊として、14日までには日本へ向かう準備を整えたと発表[2]、18日にはレスキュー11名、事務員・メディカル4名が日本に到着[89]。23日まで宮城県気仙沼市、塩竈市、石巻市等で支援活動を行った[90]。アグン福祉担当調整相は「これまでインドネシアの自然災害時に多大な援助をしてくれた」と述べ、ボランティアや医療チームを派遣する用意があると表明[88]。また、今回の地震による津波が同国本土にも到達しており、東部パプア州において一部家屋損壊と1人の死亡が確認されている[88]。
  -  シンガポール：リー・シェンロン首相は「災害から復旧されると確信している。いかなる支援もする用意がある」と述べた。支援に向け、市民による防衛部隊を待機させ[60]、12日には日本政府の要請に基づいてレスキューチーム5名と救助犬5匹を派遣し[62]、18日には支援物資として毛布4350枚、ミネラルウォーター2万本、水用ポリタンク3000個、非常食4400食、マットレス200個を提供することを決めた[91]。
  -  ベトナム：グエン・タン・ズン首相は明仁天皇に対し[92] 哀悼の意を表明した[93]ほか、グエン・フー・チョン書記長兼国会議長も同様に菅直人首相へ哀悼の声明を述べ[92]、支援を申し出ている[34]。また、ベトナム政府は被災地に20万ドル（約1642万円）の義援金を贈った[94][92]。同国は原発建設計画で、昨年10月の首脳会談において日本への原発発注を事実上合意しており、事故原因を解明することが重要だと強調。近く始まる原発発注に向けた日本側との交渉において、今回の問題について論議する予定だと述べた[95]。
  -  カンボジア：フン・セン首相は12日「数百の命が失われ、多くの負傷者を出すという甚大な被害に、非常に悲しみを感じています」「非常にささやかではあるが」と述べ、災害援助金10万ドルの支援を表明した。また、同様にハオ・ナムホン（クメール語版、英語版）外相も弔意を表した[96]。コンポントム州の小学校は、児童約100人が昼食代の小遣い100~500リエルを、シャンティ国際ボランティア会に送り、シャンティ国際ボランティア会には毎日のように義援金が寄せられるといい、総額は40万円に上る[51]。
  -  ラオス：チュンマリー・サイニャソーン国家主席兼人民革命党書記長、トーンシン・タムマヴォン首相、パーニー・ヤートートゥ国民議会議長がお見舞いの書簡を贈った[97]。ラオス政府は10万ドルの義捐金を寄付した他、第9回ラオス人民革命党大会に出席したラオス各地の代表団より約9万ドルの義捐金が表明された[97]。
  -  ミャンマー：ミャンマー軍事政権は14日までに日本政府に宛て、震災の被害者に対する弔意の電報を送り[98]、16日には支援を表明[99]するとともに、10万ドルの義捐金が提供された[100]。また、同国の非暴力民主化運動の指導者アウンサンスーチーは、国民民主連盟を代表し「甚大な被害と、多くの命が失われたことを深く悲しんでいます」との哀悼の意を書簡に示し、駐ミャンマー大使に届けた[101]。
  -  ブルネイ：ハサナル・ボルキア国王は14日、天皇及び菅直人首相にブルネイ政府とブルネイ国民からの思いとお悔やみの意を伝え[102]、ブルネイ政府は100万ドルの義捐金を提供することを決定した[103]。
- 東ティモール：ジョゼ・ラモス＝ホルタ大統領、シャナナ・グスマン首相、ラサマ・デ・アラウジョ国会議長らがお見舞いのメッセージや現地日本大使館での弔問記帳を行った他、同国政府は駐東ティモール日本国臨時代理大使を招いた臨時閣議を開き、50万ドルの義捐金を寄付することを決定した[104]。

## 中央アジア
- キルギス：キルギス政府は支援を表明し[86]、3月18日、日本政府の要請に応じ、ミネラルウォーター約2.5トンを日本に運搬し、被災地宮城県へ届けた[105]。
- ウズベキスタン：ウズベキスタン共和国からの支援物資として、3月23日にテント200張および毛布2000枚が福島県に、同月24日には長靴2000足が宮城県に届けられた[106]。
- カザフスタン：カザフスタン共和国政府は4月12日、牛肉の缶詰4万2500個を被災地に支援した[107]。4月18日には、支援物資第二便として牛肉の缶詰約4万750個を提供し、同月19日には100万米ドル（約8000万円）の義援金の提供を行った[108]。
- タジキスタン：12万米ドル（約1000万円）の義援金を提供した[109]。
- トルクメニスタン[34]ら全ての中央アジア諸国も支援を申し入れている。

## 西アジア
- クウェート：アルオタイビ駐日クウェート大使が小池百合子自民党総務会長に日本の為に何ができるか尋ね、小池議員が「石油の一滴を」と答えたところ、クウェート国から日本へ500万バーレル（400億円相当）の原油が無償提供された[110]。また、4月30日にアルオタイビ大使が北澤豪等とともに気仙沼市を慰問し、サッカーボール、文具、食料、日用品を被災地へ届けた。また、5月にはクウェート大使館でチャリティーバザーを行った。その収益金を7月に日本財団と日本赤十字社にそれぞれ50万円ずつを寄付した[111]。他にもアクアマリンふくしまの復興に300万ドルの復興支援金を送り、アクアマリンふくしまはその謝意を表すために「クウェート・ふくしま友好記念日本庭園」を整備した[112]。

- トルコ：レジェップ・タイイップ・エルドアン首相は、菅総理にお見舞い文を送った[113]。アフメト・ダウトオール外相は最大限の支援を表明し、外務省内に状況把握を目的とした特別チームを設置、トルコ赤新月社は緊急救助隊3チームの派遣を発表[114]、支援・救助隊の33名は、3月19日に成田空港に到着、同月20日宮城県に向け出発した[115]。同国は原発建設計画を推進。黒海沿岸では原発輸出に力を入れる日本と協力文書を締結しており、ユルドゥズ・エネルギー天然資源相は3月12日、震災による福島第一原発の事故に言及し「原子力発電所建設計画は継続する」と述べ、原発導入を見直す考えはないとの意向を明かした[116]。また、救援活動のための特別対策本部を設置し、トルコ赤新月社、トルコ首相府・自然災害対策本部、トルコ外務省が互いに調整を行い地震と津波に関する情報を検証。トルコ赤新月社は専門家3名を日本に派遣することを決定した[113]。トルコ政府は4月4日、飲料水約18.5トンを宮城県に、豆およびツナの缶詰約68,800個を福島県に、毛布約5000枚を東京都世田谷区他の被災者受入れ3区に支援物資として提供した[117]。

トルコは、海外勢で最長の3週間、32人の支援チームを宮城県に派遣した。
- イラン：アリー・アクバル・サーレヒー外相は11日、「深く哀悼する。偉大な日本国民は必ずこの自然災害を克服できると確信している」と伝え、支援を述べた[114]。外相は、日本人が勤勉で忍耐力のある国民であるとし、「日本国民は、今回も困難を乗り越え、辛い状況を突破できるだろう」と語った。また、日本の政府や国民、災害による犠牲者の遺族に哀悼の意を表明、被災者への救援物資などを行う用意があることを示した[119]。日本政府の要請を受け、イラン赤新月社の救援機関モザッファル会長は「5人組の救援チームが、まもなく日本の震災状況を調査するため東京入りする予定だ」と発表。会長は13日、メフル通信のインタビューで「現状において、日本は捜索・救助チームを必要としている」と語り、「イランから派遣されるチームは、東京に入った後、被災地の状況を調査し、イラン赤新月社の支援方法を明らかにする」と強調した[120]。ラーリージャーニー国会議長は、今回の災害による犠牲者の冥福を祈ると共に、神に対し、負傷者や被災者の健康が一日も早く回復し、犠牲者が悲しみに耐えられるよう求めた[121]。また、イラン赤新月社の捜索救援部門のターヘリー専務取締役は12日、東京電力の福島第一原発と福島第二原発に影響が出たことを受け、「要請があれば、事故に対応できるチームを派遣する準備がある」と表明[122]。要請を受け、被災者が必要とする医薬品・衛生用品・食料品など支援物資の提供を決定[119]、24日には缶詰3万5000個、31日には同1万5000個が日本に到着、イラン政府により被災地に運ばれた[123]。
- アフガニスタン：同国はターリバーンとの激戦が続いているが、カンダハールのグラム・ハイダル・ハミディ市長は「市民を代表して地震と津波の被災者を支援したい」との声明を出し、5万ドル（約400万円）の義援金を送ることを発表[124]。同市長は「大した金額でないことは分かっているが、住民の感謝の表れだ」と述べている[125] ものの、国民の3分の2の生活水準が1日あたり2ドルとも言われている同国にとって、5万ドルがいかに大きな金額であるかが理解できる[126]。アフガニスタンは15日、正式に支援の申し入れを行い[127]、29日には100万ドルを義捐金として提供することを発表した[128]。
- イスラエル：シモン・ペレス大統領は「イスラエルにできることがあれば何なりと申し入れていただきたい」と表明[77]。3月27日、福島県にコート1万着、毛布6000枚、手袋8290組、簡易トイレ150個の支援物資を提供した[129]。同日夜に成田空港に軍の医療チーム53人が到着した。日本の外務省によると外国の医療団が被災地入りするのは初めてのことである[130]。同国医療チームは宮城県南三陸町に設置された仮設診療所で約2週間にわたり被災者約220人を診察し、4月12日に帰国した。イスラエル軍などによると、部隊が持ち込んだレントゲン装置などの医療器材の一部（約5000万円相当）を日本側に寄贈し、その後は地元の病院が器材を利用し、仮設診療所を引き継いだ。竹内春久駐イスラエル大使は「医療チームの活動は末永く日本人の心に残るだろう」と語った[131]。医療チームには、5年前まで大阪在住で阪神大震災も経験したという日系人姉妹2人が通訳官として参加していた。
- キプロス：東日本大震災に対するヨーロッパ諸国の対応#欧州連合を参照。
- オマーン：カーブース・ビン・サイード国王（兼首相）、サイイド・ハイサム・ビン・ターリク・アール・サイード遺産文化大臣、アラウィ外務担当大臣、ザワウィ外交担当国王特別顧問、ラーウィヤ高等教育大臣他がお見舞いの書簡やメッセージを贈り、オマーン政府は1000万ドルの義捐金を提供することを決めた[132]。一般国民に馴染みのない中東オマーンからの義援金額が4位と多いことについて話題となった。これには両国の歴史が関係しており、戦前に在位したタイムール・ビン・ファイサル国王（在位1913年-1932年）が大山清子という日本人女性と結婚し、清子との間に娘ブサイナをもうけた。ブサイナはオマーン王女として存命しており、オマーン国内に親日家が多いことも関係している。このエピソードは奇跡体験!アンビリバボーの番組内で取り上げられた[133]。
- ヨルダン：支援を表明しており[77]、ヨルダン政府は4月25日、3週間にわたり血管外科医2名、および超音波技師2名の計4名からなる医療支援チームを派遣した。超音波測定機器を駆使し、被災者の血栓等の異常検査、およびエコノミークラス症候群の発症予防を行った[85]。
- カタール：カタールフレンド基金を設立した。
- イラク、 サウジアラビア、 バーレーン[134]が支援を申し出ている。
- また、 シリア、 イエメン、 レバノンは、それぞれ日本政府や皇室に哀悼の意を伝える御見舞文を送った[76]。

## 南アジア

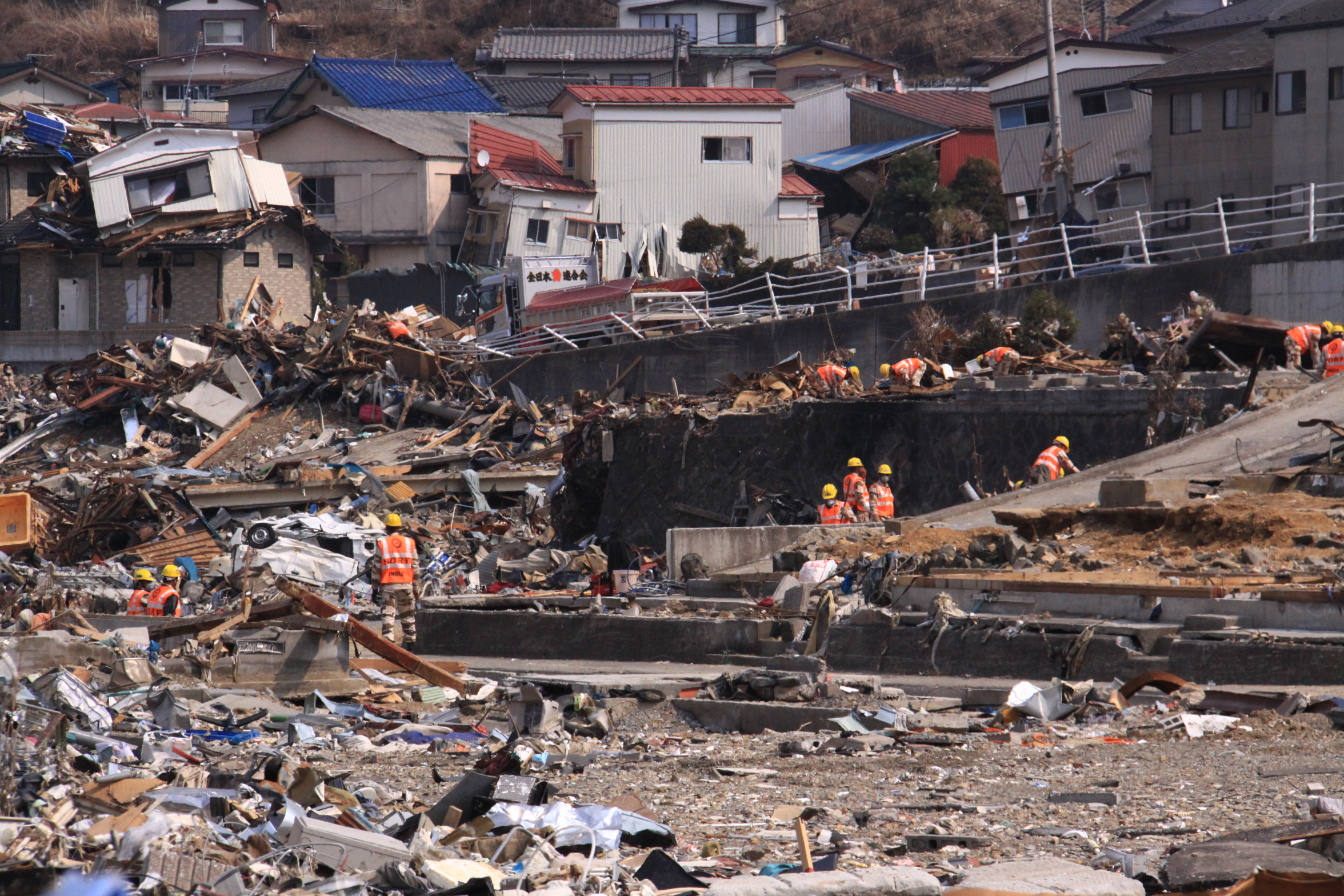
宮城県牡鹿郡女川町にて行方不明者を捜索するインドのレスキュー隊

- インド：マンモハン・シン首相は「インドは日本政府や国民と共にあり、どのような支援も用意している」と表明[135]。当初、インド海軍艦船の日本派遣を用意をしていたが日本側が受け入れなかった。インドから日本赤十字社に寄せられた義援金は4億8千万円である。支援第1弾として、被災地の仙台などに北部ハリヤーナー州、パンジャーブ州の調達協力のもと、ウール地の毛布25,000枚を送付、3月23日には追加支援としてミネラルウォーター10,000本を送付した[135][136]。同月28日にはインド国家災害対策局対応部隊（NDRF）の隊員46名が到着、4月8日まで宮城県牡鹿郡女川町で活動を行った[90][137][138]。日本との原子力協定締結に向けた交渉を進めているインドは、福島第一原発で起きた事故の後も、日本との協力を推進し、自国の原子力発電所建設を進める方針に変化がないことを伝えた[139]。また、インド原子力庁のマルホトラ報道官は12日、原発周辺の住民避難をいち早く実施した日本の安全対策を高く評価[139]。4月8日、来日したニルパマ・ラオ外務次官が松本剛明外務大臣を表敬し、必要な支援があれば喜んで提供する用意があるとの旨述べた。また、インド側は、原子力が重要なエネルギー源であることに変わりはないとの旨を述べた[140]。
- パキスタン：アースィフ・アリー・ザルダーリー大統領から明仁天皇および菅総理に、ユースフ・ラザー・ギーラーニー首相から菅総理に、カル外務担当国務大臣から松本剛明外務大臣にお見舞いの書簡を贈った[141]。ギーラーニー首相は「パキスタンは日本国民、日本政府と完全に共にあり、深甚なる哀悼の意を表しあらゆる支援を行う用意があります」と述べ、野外病院などを申し入れ[142]「人々の苦難を和らげるため、提供できるいかなる支援も行う」と表明[143]、日本に医療チームの派遣などを提案[143]、26日には救援物資として、高カロリービスケット13.5トン、常温保存可能牛乳パック9トン、ミネラルウォーター750kgを贈った[141]。また、在日パキスタン人により支援物資配布及びカレーの炊き出し支援などのボランティア活動が行われている[141]。
- ブータン：ジグミ・ケサル・ナムゲル・ワンチュク国王は12日にはお祈りを捧げる式典を開催、18日には義捐金として100万ドルを寄付した[144]。
- モルディブ：モハメド・ナシード大統領が国民に対し募金を呼びかけた[145]他、モルディブ政府がツナ缶8万缶の物資支援を決定したところ国民からの寄付の申し出が殺到し、最終的に約60万缶を贈った[146]。
- スリランカ：マヒンダ・ラージャパクサ大統領が明仁天皇に対しお見舞いの書簡を贈り、スリランカ政府は義捐金として100万ドルの寄付を決めた[147]。また、スリランカ政府は同大統領主催の追悼式を行った。4月13日にはワサンタ・カランナーゴダ次期駐日大使からの表敬を受け、紅茶ティーバッグ300万個の被災者への提供が行われた[148]。
- バングラデシュ：バングラデシュ政府は毛布2000枚、長靴500足、ゴム手袋1000組を寄付することを決めた他、在日バングラデシュ人により炊き出しなどの支援が行われている[149]。また、義援金200万米ドル（約1億6300万円）の寄付を行った[150]。
- ネパール[151]：ネパール政府は支援を表明しており、3月26日、毛布5000枚を支援物資として届けた[152]。

## 主要な地域と独立及び高度な自治を求める地域の組織
- 香港：中国とは別枠で支援を申し入れている[77]。曽蔭権行政長官は、11日午後「震災で多くの死傷者が出ていることに深く悲しみ、日本に向け必要に応じた支援をいつでも行う用意がある」との書簡を菅直人首相に宛てた[153]。日本は香港にとってトップクラスの旅行先であることもあり、香港社会には衝撃が走っている。香港入境管理局は、羽田空港・成田空港に相次いで職員を増員させ、日本渡航者の安否情報や救助支援を行う[153]。4月1日に香港スター総出演でチャリティーコンサートzh:愛心無國界311燭光晚會（3・11キャンドルナイト―愛に国境はない―）が開かれた。日本からも千昌夫、中村雅俊、AKB48が参加した。テーマソングは、宮沢賢治の「雨ニモマケズ」に曲をつけた「無懼風雨」（「不要輸給心痛」）。香港政府は4月9日、全体で500万香港ドルの物資支援を行うことを表明し、ツナ缶約1万個およびコンビーフ約1万個を、福島県いわき市に提供した[154]。4月19日には、チキンヌードルスープ約1万個を提供[155]。4月20日には、靴下3万足を宮城県へ提供した[156]。
- マカオ：マカオ政府は菅総理に哀悼とお見舞いの意を寄せている[157]。マカオ政府は3月17日から大気中に含まれる放射線量の観測を開始した[158]。また、マカオ空港では、日本からの渡航者向けの放射能検査を実施[159]。マカオ旅行危機処理弁公室は、市民に日本への渡航をしないように呼びかけを行った[160]。マカオは日本の12都道府県からの食糧輸入の停止を決定し、マカオ住人の健康を確保するために日本からの輸入食品の検査を強化している[161]。一方で、個人による義援金の寄付や募金活動も行われた[162]。
- 北キプロス、 南オセチア、 アブハジアについては東日本大震災に対するヨーロッパ諸国の対応#日本政府未承認の国家を参照。
- クルディスタン地域政府 (KRG) ：マスウード・バルザーニ大統領およびバルハム・サーレフ首相は15日、日本政府がイラクやクルド地域に向けて行った人道支援や地域発展の役割に感謝を述べた上で、災害により失われた生活と何千もの日本国民に哀悼の意を表明した[163]。
- パレスチナ：ハマースは13日に声明を発表。日本で数千人が死傷したことについて、日本の政府と国民、災害による犠牲者の遺族に哀悼の意を表明し、負傷者が一日も早く回復するよう、神に祈願したと伝えた[164]。また、パレスチナ自治政府は連名で在京大使から菅総理に宛て御見舞文を送り[76]、15日には正式に支援の申し入れをした[127]。
- チベット：チベット仏教最高指導者のダライ・ラマ14世は、日本を支援するメッセージを寄せている。また日本の菅直人首相に書簡にて哀悼の意を伝えた。ダラムサラのいくつかの寺院・尼寺等では震災犠牲者のために般若心経を10万回の読経する法会が、1日かけて執り行われたという。4月7日までにチベット関連団体と有志から計10,641,411円の義捐金が日本赤十字社に届けられている[165]。4月29日にはダライ・ラマ14世が東京都文京区の護国寺で開かれた東日本大震災犠牲者特別慰霊法要に参列し式を執り行った[166]。
- 東トルキスタン：世界ウイグル会議は、14日、地震や津波で大きな痛手を受けた日本の人々に対し「世界ウイグル会議は、地震と津波で大きな痛手を被った日本の人々との連帯を表明する」という声明を発した。ラビア・カーディル総裁も哀悼の意を表すコメントを寄せている[167]。
  - RFAによると、日本の震災を知った新疆ウイグル地域のウイグル人住民らは、ウルムチ市、カシュガル市、グルジャ市、ホータン市などで行われた地震直後の金曜礼拝で、被災者の無事を祈って祈りを捧げたという[168]。
- 内モンゴル：モンゴル自由連盟党は、地震、津波の犠牲者に対して哀悼の意をささげるというメッセージを発した。また党として被災者に支援を行う考えがあることを表明している[169]。

## アジアの組織
- アジア開発銀行 (ADB) ：支援を表明している[127]。
- GUAM、アジア太平洋経済社会委員会 (ESCAP)、アジア・太平洋電気通信共同体（英語版） (APT) は、日本政府に宛て、哀悼と見舞いの意を伝えている[76]。